# Chionachne semiteres
Chionachne semiteres är en gräsart som först beskrevs av George Bentham, och fick sitt nu gällande namn av Johannes Jan Theodoor Henrard. Chionachne semiteres ingår i släktet Chionachne och familjen gräs. Inga underarter finns listade i Catalogue of Life.